# Gilles Bosquet
Gilles Marcel Bosquet (* 14. Juli 1974 in Reims) ist ein ehemaliger französischer Ruderer. Er gewann 1996 die olympische Silbermedaille im Vierer ohne Steuermann.

## Sportliche Karriere
Der 1,93 m große Gilles Bosquet belegte 1991 den vierten Platz im Zweier mit Steuermann bei den Junioren-Weltmeisterschaften, 1992 gewann er die Silbermedaille. 1993 erkämpfte er mit dem Achter die Bronzemedaille beim Nations Cup, einem Vorläuferwettbewerb der U23-Weltmeisterschaften, 1994 gewann er Silber im Vierer mit Steuermann. Im gleichen Jahr nahm er ebenfalls im Vierer mit Steuermann an den Weltmeisterschaften in der Erwachsenenklasse teil und erreichte den vierten Platz. 1995 bei den Weltmeisterschaften in Tampere war er Zehnter im Achter.
Bei den Olympischen Spielen 1996 in Atlanta belegten die Franzosen im Vorlauf den dritten Platz hinter den Australiern und den Slowenen. Im Halbfinale siegten die Franzosen vor den Italienern und den Australiern, wobei alle drei Boote innerhalb von 0,37 Sekunden  die Ziellinie überquerten. Auch im Finale gab es einen engen Einlauf. Gold erhielten die Australier mit 0,66 Sekunden Vorsprung vor den Franzosen Bertrand Vecten, Olivier Moncelet, Daniel Fauché und Gilles Bosquet. Die drittplatzierten Briten und die Slowenen lagen weniger als eine Sekunde hinter den Franzosen.
1997 bei den Weltmeisterschaften auf dem Lac d’Aiguebelette siegten die Briten mit fast vier Sekunden Vorsprung auf die Franzosen, die in der gleichen Besetzung wie 1996 antraten. 1998 trat der Vierer in der Besetzung Anthony Perrot, François Meurillon, Daniel Fauché und Gilles Bosquet an. Die Briten siegten mit 1,3 Sekunden Abstand vor den Franzosen, die ihrerseits nur 0,02 Sekunden Vorsprung auf die drittplatzierten Italiener hatten. 1999 belegte Bosquet mit dem französischen Achter den elften Platz bei den Weltmeisterschaften in St. Catharines. 2000 kehrte Bosquet in den Vierer ohne Steuermann zurück, der in der Besetzung Daniel Fauché, Antoine Béghin, Laurent Béghin und Gilles Bosquet beim Weltcup in München den zweiten Platz hinter den Briten erreichte. Bei den Olympischen Spielen in Sydney verpasste der französische Vierer das A-Finale und belegte den siebten Platz.
2001 erreichte der Vierer ohne Steuermann beim Weltcup in Sevilla nicht das A-Finale. Bei den Weltmeisterschaften 2001 trat Bosquet im Vierer mit Steuermann an, der in der Besetzung Gilles Bosquet, Vincent Gazan, Vincent Millot, Sidney Chouraqui und Steuermann Christophe Lattaignant den Titel vor den Italienern gewann. 2003 versuchte Bosquet ein Comeback und erreichte mit dem französischen Achter den vierten Platz bei den Weltmeisterschaften in Mailand. Damit hatte sich der Achter für die Olympischen Spiele 2004 qualifiziert, Bosquet war aber 2004 nicht mehr dabei.